# Parc national Lauca
Le parc national Lauca est un parc national chilien situé à l'est de la région d'Arica et Parinacota, dans la province de Parinacota. Il doit son nom au fait qu'il renferme la source du Río Lauca. Il fait partie, avec la réserve nationale Las Vicuñas er le monument naturel Salar de Surire, de la réserve de biosphère Lauca. Celle-ci a été créée en 1981.

## Description

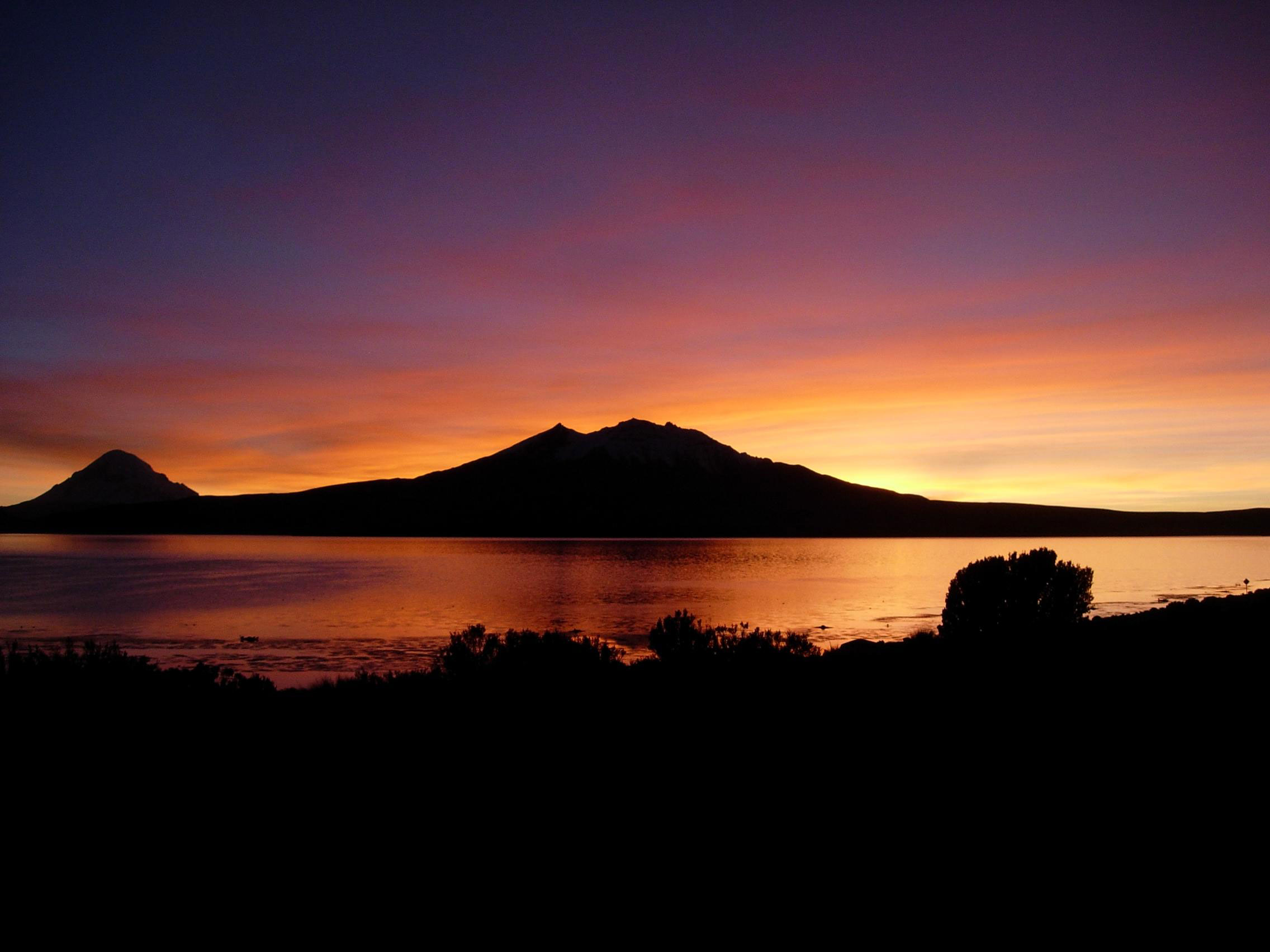
Aube sur le lac Chungará

Sa superficie est de 137 883 hectares, soit 1 378 km2. C'est une ancienne réserve mondiale de biosphère, qui comprend une partie de la précordillère des Andes et de l'Altiplano andin. 
Son climat est sec comme tout le nord du Chili, mais pas du tout désertique. Le niveau des précipitations atteint en effet 280 mm annuels, niveau suffisant pour engendrer lacs, lagunes, marécages et cours d'eau et entretenir une flore buissonnante importante.
Il y a de forts écarts thermiques entre le jour et la nuit.
Le parc présente une grande richesse tant en flore qu'en faune, et des paysages de grande beauté. 
Le parc national abrite un joyau d'envergure, le lago Chungará l'un des plus hauts du monde (4 570 m) qui constitue une de ses attractions principales. Il héberge aussi la laguna de Cotacotani entouré de ses marécages, qui constitue la source du Río Lauca, lequel se dirigera vers l'est et finira dans le lac Coipasa en Bolivie. Second cours d'eau principal, le río Lluta, qui lui, se dirige vers l'ouest pour se jeter dans l'océan Pacifique.

## Le volcanisme

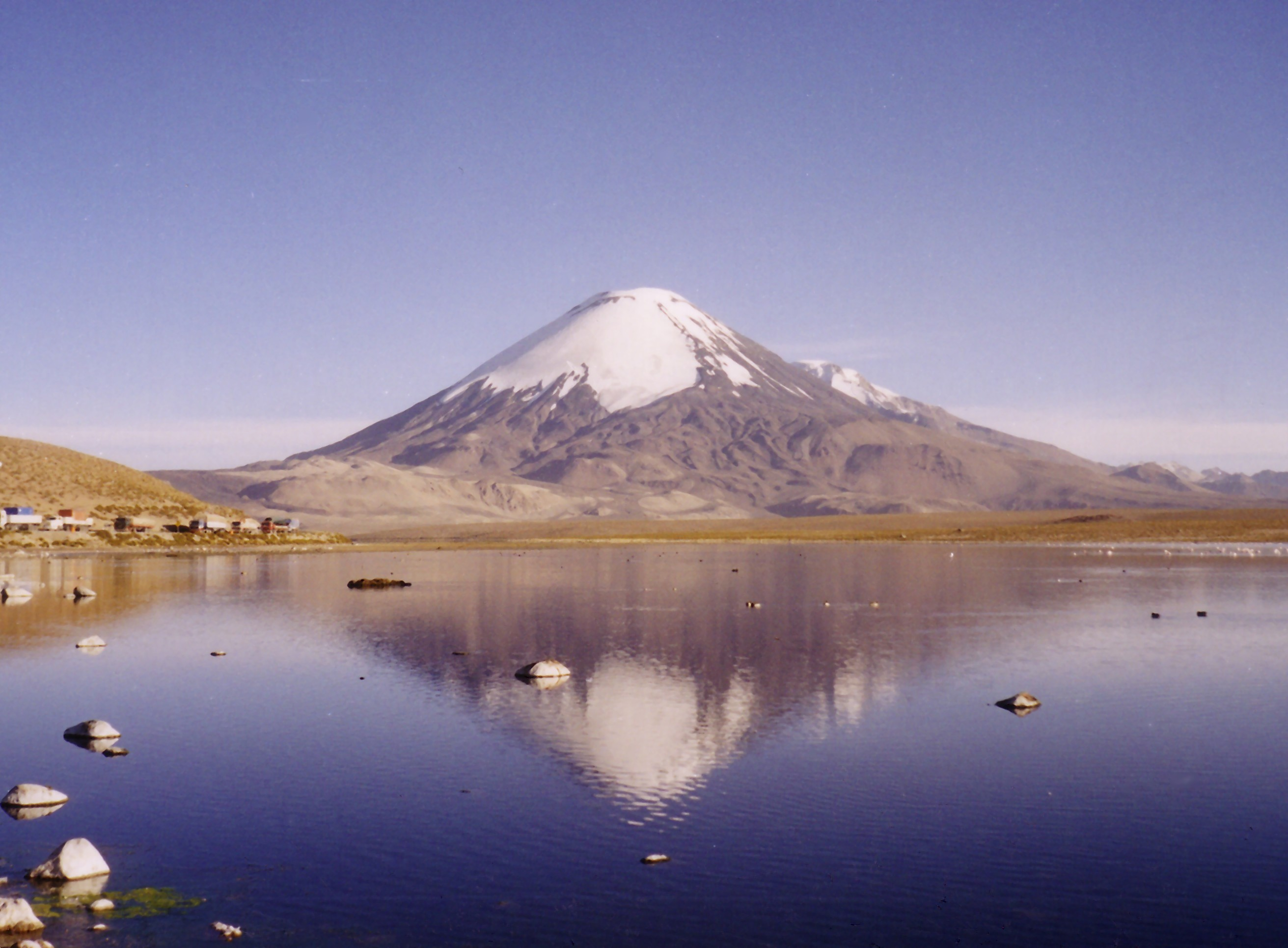
Le volcan Parinacota

Le relief volcanique du parc est fort irrégulier. Il est dominé par plusieurs volcans dont le Parinacota (6 342 m) et son jumeau le Pomerape (6 282 m) (connus comme étant les Nevados de Payachatas). Ce sont les sommets du parc, mais il y a aussi le volcan Guallatiri de 6 060 mètres et l'Acotango (6 050 m). Ces volcans furent responsables de la création de champs de lave, tels celui de Cotacotani. De plus on peut y voir des geysers et sources thermales. Ceux-ci sont fréquents dans la zone de l'Altiplano du parc qui comprend la plus grande partie de celui-ci. Citons la caldera de Ajoya et celle de Tejene. 

## Flore
Il faut mentionner la présence de Llaretas « Azorella compacta ». Il s'agit d'un arbuste vert clair qui croît dans ces régions sur des sols très durs. Mais son rythme de croissance est très lent (2 cm par an environ). Son usage comme combustible domestique et dans les mines de salpêtre a failli causer sa disparition.

## Faune
Il y vit non moins de 130 espèces différentes d'oiseaux, en plus de mammifères typique de la faune andine tels que les vigognes, viscaches, guanacos et autres.

## Archéologie

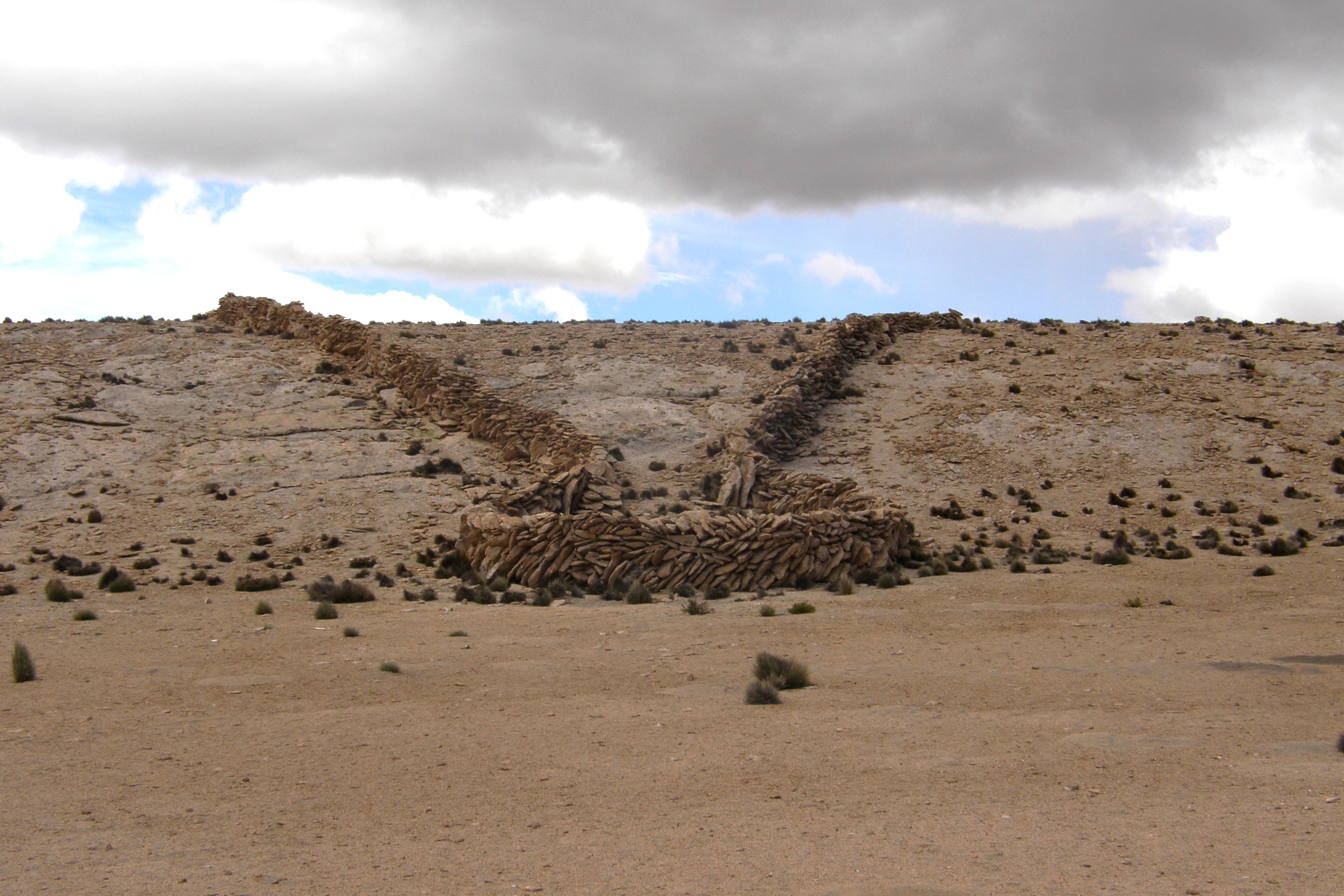
Le chacu Las Cuevas

Dans l'enceinte du parc on peut voir quelques vestiges dont un chacu. Le chacu est un piège à camélidés dont l'existence est attestée depuis le XVIe .